# Abbaye de Bath
L'abbaye Saint-Pierre de Bath, communément appelée l'abbaye de Bath, est une église paroissiale anglicane et un ancien monastère bénédictin situé à Bath, dans le Somerset. Fondée au VIIe siècle, elle est réorganisée au Xe siècle, puis aux XIIe et XVIe siècles. Une grande restauration dirigée par George Gilbert Scott eut lieu en 1864. C'est la dernière grande église gothique construite en Angleterre.
L'église possède un plan cruciforme avec une capacité de 1 200 personnes. Elle est un lieu de culte actif, avec des centaines de membres de congrégations et des centaines de milliers de visiteurs chaque année. Elle est utilisée pour des services religieux, des cérémonies civiques laïques(séculaires), des concerts et des cours.
L'abbaye est un monument classé en Grade I, notamment pour ses voûtes. Elle contient des mémoriaux de guerre pour des habitants de la région et des monuments dédiés à des notables locaux, sous la forme de plaques commémoratives. L'église possède deux orgues et un ensemble de dix cloches. La façade ouest possède des sculptures qui représentent des anges qui escaladent l'édifice vers le paradis.

## Histoire

### Histoire ancienne

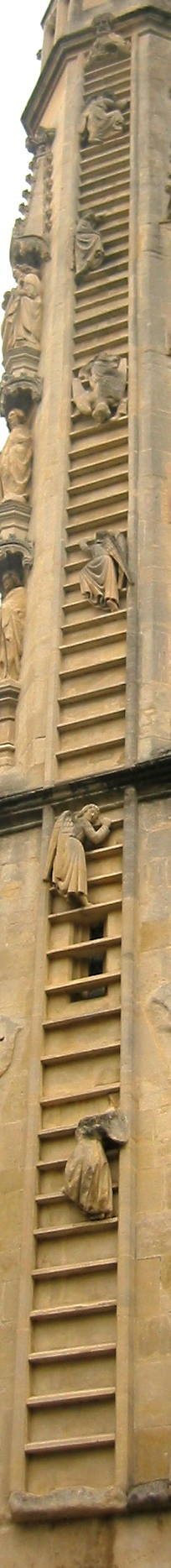
Les sculptures d'anges grimpant l'échelle de Jacob sur la façade ouest de l'abbaye de Bath.

En 675, Osric, roi des Hwicce, accorda 100 hides près de Bath à l'abbesse Berta pour la fondation d'un couvent. Ce bâtiment religieux devint un monastère sous le patronage de l'évêque de Worcester. Le roi Offa de Mercie réussit à arracher « ce très célèbre monastère de Bath » des mains de l'[évêque en 781. Guillaume de Malmesbury raconte qu’Offa a reconstruit l'église monastique, peut-être sur le site d'un ancien temple païen, et que le résultat fut tel que plusieurs siècles après, le roi Eadwig, ému, la décrivit comme étant « merveilleusement construite » ; on en sait peu sur l'architecture de ce premier bâtiment sur ce site. Le monachisme en Angleterre avait diminué à cette époque, mais son renouveau date de l'accession au trône en 959 du frère d'Eadwig, Edgar, qui fut sacré à l'abbaye en 973. Il encouragea les moines à adopter la règle de saint Benoît, qui fut introduite à Bath sous l'abbé Ælfheah.

### De la conquête normande jusqu'à la dissolution
Bath fut ravagée dans la lutte pour le pouvoir qui opposa les fils de Guillaume le Conquérant après sa mort en 1087. Le vainqueur, Guillaume le Roux, octroya la ville à un médecin royal, Jean de Tours, qui devint évêque de Wells et abbé de Bath. Peu de temps après sa consécration, Jean acheta au roi les parcs de l'abbaye de Bath ainsi que la ville de Bath elle-même. On ne sait pas clairement si Jean paya Rufus pour la ville ou si le roi la lui donna en cadeau. L'abbaye avait récemment perdu son abbé, Ælfsige (en), et selon le Domesday Book, il possédait de grands domaines à l'intérieur et à proximité de la ville; ce fut probablement la richesse de l'abbaye qui poussa Jean à prendre en charge le monastère. En acquérant Bath, John acquit également la fortune qui était dans la ville.
En 1090, il transféra le siège, ou l'administration, de l'évêché à l'abbaye de Bath, probablement pour tenter d'augmenter les revenus de son siège épiscopal. Bath était une abbaye riche, et Wells avait toujours été un diocèse pauvre. En reprenant l'abbaye, Jean augmenta ses revenus épiscopaux. Guillaume de Malmesbury dépeint le déplacement du siège épiscopal comme motivé par un désir d'acquérir les terres de l'abbaye, mais le fait de déplacer le siège des cathédrales des petits villages vers de plus grandes villes, était typique de cette époque. Lorsque Jean déplaça son siège épiscopal, il reprit également l'abbaye de Bath comme chapitre de chanoines, transformant son diocèse en évêché, servi par des moines plutôt que par les chanoines de Wells qui avait auparavant servi le diocèse. Jean reconstruisit l'église monastique à Bath, qui avait été endommagée au cours de l'une des rébellions conduite par Robert de Montbray. Le transfert du siège épiscopal du Somerset, de Wells - qui comparativement, était un petit village - vers la ville alors fortifiée de Bath, fut autorisé. Lorsque cela fut effectué en 1090, Jean devint le premier évêque de Bath, et Saint-Pierre fut élevée au rang de cathédrale. Comme les rôles d'évêque et d'abbé avaient été regroupés, le monastère devint un prieuré, dirigé par son prieur.
Avec l'élévation de l'abbaye au statut de cathédrale, il fut estimé qu'un bâtiment plus grand et plus moderne était nécessaire. Jean de Tours prévit une nouvelle cathédrale sur une grande échelle, dédiée à saint Pierre et saint Paul, mais seul le déambulatoire fut achevé lorsqu'il mourut en 1122. Il fut enterré dans la cathédrale. Le moine érudit le plus célèbre demeurant à l'abbaye fut Adélard de Bath; en 1106, après ses différents voyages, il retourna au monastère.
La cathédrale inachevée fut dévastée par un incendie en 1137, mais les travaux se poursuivirent jusqu'en 1156 environ, sous le nouvel évêque Godfrey (en); la longueur du bâtiment terminé était approximativement de 101 m. Il y avait 40 moines sur la liste en 1206. En 1245, le pape Innocent IV accorda à cet édifice le statut de cathédrale faisant partie du diocèse de Bath et Wells. Roger de Salisbury (en) fut nommé premier évêque de Bath et Wells, après avoir été auparavant évêque de Bath pendant une année. Plus tard, les évêques préférèrent Wells et, au fil des ans, ses chanoines adressèrent avec succès des pétitions aux différents papes pour permettre à Wells de retrouver son statut de cathédrale. La cathédrale de Bath tomba peu à peu en désuétude. En 1485, le prieuré comptait 22 moines. L'existence d'un déambulatoire suggère qu'il fut un très grand bâtiment, comparable à la cathédrale de Durham.
Lorsqu'Oliver King (en), évêque de Bath et Wells de 1495 à 1503, visita Bath en 1499, il fut choqué de découvrir cette célèbre église en ruines. Il décrivit également la discipline laxiste, l'oisiveté, et un groupe de moines "tous trop désireux de succomber aux tentations de la chair". Il lui fallut un an pour examiner les mesures à prendre, avant d'écrire au prieur de Bath en octobre 1500 pour lui expliquer qu'une grande partie des revenus du prieuré serait consacrée à la reconstruction de la cathédrale. Les travaux commencèrent probablement le printemps suivant. L'évêque King conçut une église plus petite, couvrant seulement la surface de la nef normande. Il ne vécut pas assez longtemps pour voir le résultat, mais la restauration de la cathédrale fut achevée quelques années seulement avant la dissolution des monastères en 1539. La nouvelle église n'est pas un exemple typique de la forme perpendiculaire qui caractérise l'architecture gothique anglaise ; les allées basses, les arcades de la nef et le très grand triforium sont à l'opposé de ce que l'on trouvait habituellement dans les églises perpendiculaires. Comme cet édifice devait servir d'église monastique, il fut construit selon un plan cruciforme, ce qui était devenu relativement rare dans les églises paroissiales de cette époque. À l'intérieur, se trouvent de belles voûtes en éventail, conçues par Robert (en) et William Vertue (en), qui dessinèrent des voûtes similaires pour la chapelle de Henry VII, à l'abbaye de Westminster. Le bâtiment est composé de 52 fenêtres qui occupent environ 80 % de l'espace mural et qui donnent à l'intérieur une impression de luminosité, elles reflètent les différentes positions du clergé de l'époque et du XIIe siècle à l'égard du monde ecclésiastique.

### Réforme et déclin consécutif
Le prieur Holloway céda le prieuré de Bath à la couronne en janvier 1539. L'église fut dépouillée du plomb, du fer et du verre et laissée à l'abandon. En 1574, la reine Élisabeth Ire favorisa la restauration de l'église, pour qu'elle devînt la grande église paroissiale de Bath. Elle ordonna la mise en place d'un fonds national pour financer les travaux. James Montague (en), qui fut évêque de Bath et Wells de 1608 à 1616, paya 1 000 £ pour la construction d'un nouveau toit constitué de lattes en bois pour la nef ; selon l'inscription figurant sur sa tombe, cette initiative fut incitée lors d'un orage, après avoir cherché refuge en vain dans la nef dépourvue de toit. Il est enterré dans un tombeau en albâtre dans l'allée nord.

### Renaissance moderne

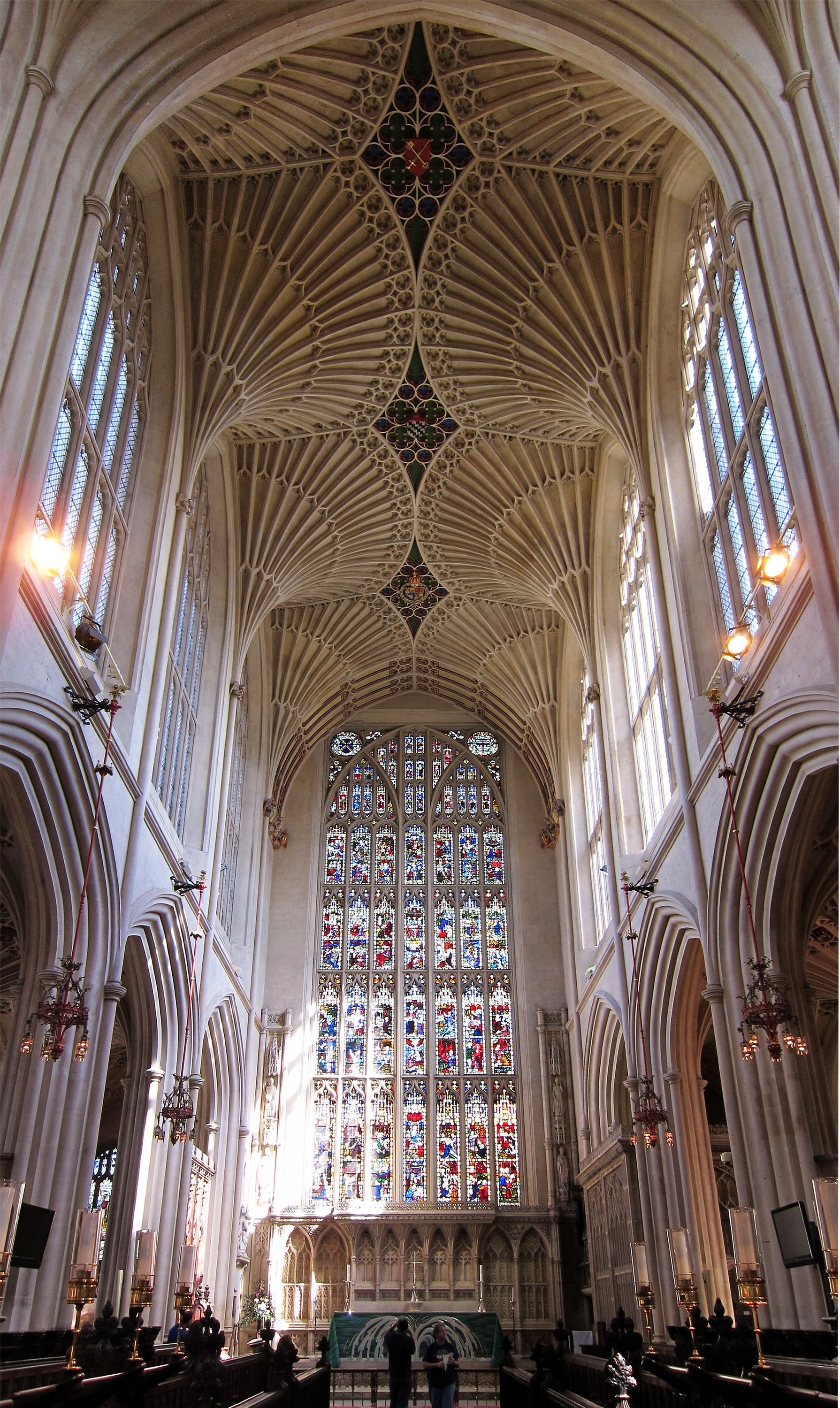
La nef et la voûte en éventail de son plafond.

D'importants travaux de restauration (en) furent réalisés par Sir George Gilbert Scott dans les années 1860, financés par le pasteur Charles Kemble. Les travaux comprenaient l'installation de voûtes en éventail dans la nef, ce qui n'était pas un simple ajout esthétique fantaisiste, mais un achèvement de la conception originale. L'évêque King avait choisi la voûte du chœur, d'après une conception de William et Robert Vertue. Il y a des indices dans la pierre qui prouvent que King voulait que la voûte continuât dans la nef, mais que ce plan fut abandonné, probablement pour des raisons de coût. Les travaux effectués au cours des XXe et XXIe siècles incluent un nettoyage complet de la pierre et la reconstruction du buffet d'orgue conçu par Klais Orgelbau de Bonn.

## Architecture

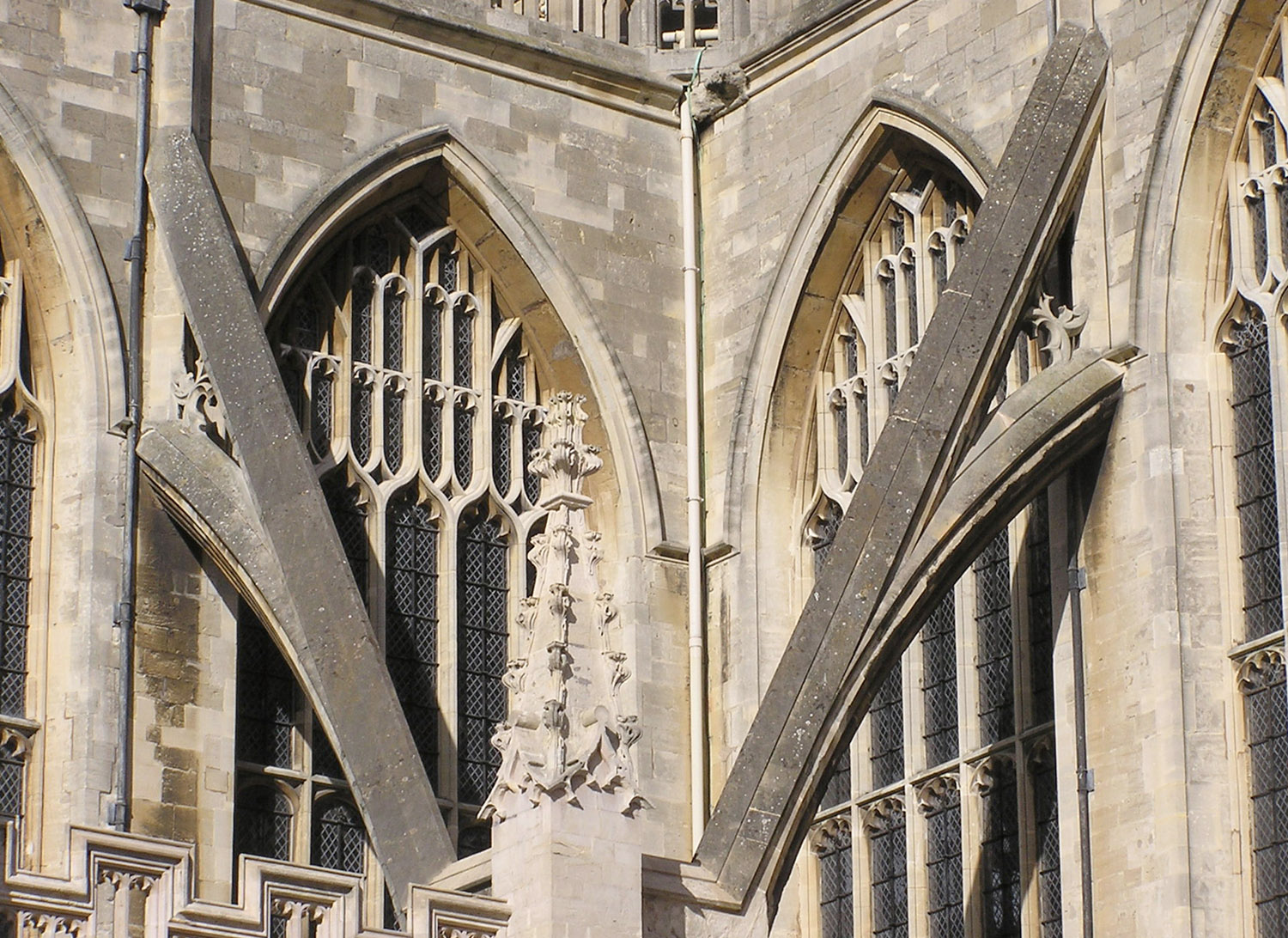
Arcs-boutants et pinacle de l'abbaye.

L'abbaye cruciforme est construite en pierre de Bath, ce qui donne à l'extérieur sa couleur jaune. C'est un exemple atypique de la forme perpendiculaire qui caractérise l'architecture gothique, on y voit des allées basses, des arcades et une claire-voie élevée. Les murs et les toits sont soutenus par des contreforts et surmontés par des créneaux, des pinacles et des parapets percés, dont la plupart furent ajoutés par George Manners lors de ses travaux de restauration des années 1830.
La nef, qui est dotée de cinq baies, s'élève à 23 m, ses piliers mesurent 64 m de long sur 11 m de large, quant à l'église elle-même, ses dimensions sont de 69 m de long sur 24 m de large.
Sur la façade ouest, qui fut initialement construite en 1520, on peut voir une grande fenêtre cintrée et des sculptures détaillées. Au-dessus de la fenêtre, se trouvent des sculptures d'anges et de chaque côté, des anges grimpant sur de longues échelles en pierre. Sous la fenêtre, un parapet crénelé supporte une statue et au-dessous, de chaque côté de la porte, se dressent des statues de saint Pierre et saint Paul. Les travaux de restauration qui eurent lieu à la fin du XXe siècle comprenaient le nettoyage utilisant des jets d'eau intermittents à commande électronique et des cataplasmes de carbonate d'ammonium. L'un des personnages qui n'avait plus ni tête ni épaules fut remplacé.
Les sculptures situées sur la façade ouest ont été interprétées comme représentant l'« ascension spirituelle à travers la vertu de l'humilité et la descente à travers le vice de l'orgueil », et le Christ comme l'homme de la douleur et l'Antéchrist. Dans les années 1990, d'importants travaux de restauration et de nettoyage furent effectués sur la pierre extérieure, lui faisant retrouver sa couleur jaune, cachée sous des siècles de saleté.

### Fenêtres
Le bâtiment possède 52 fenêtres, occupant environ 80 % de l'espace mural. À l'extrémité est, il y a une fenêtre carrée, composée de sept lumières. On peut entre autres y voir une représentation de la nativité, créée par Clayton and Bell (en) en 1872, elle fut présentée à l'église par le club littéraire de Bath. (Bath Literary Club en anglais).
La fenêtre des quatre évangélistes située au-dessus de la porte nord-ouest, est un mémorial dédié à Charles Empson, qui mourut en 1861.
En 2010, un vitrail fut découvert dans les cryptes de l'abbaye. La conception autour de la fenêtre est de William Burges.

### Tour
La tour centrale qui s'élève sur deux étages n'est pas carrée mais rectangulaire dans le plan. Elle contient deux ouvertures de cloche de chaque côté, et quatre pinacles de tourelles polygonaux. La tour mesure 49 m de haut, et est accessible par un escalier de 212 marches.

### Cloches
En 1700, l'ancien carillon de six cloches fut remplacé par un nouveau carillon de huit. Toutes, sauf la ténor, peuvent encore s'entendre. En 1770, deux cloches plus légères furent ajoutées pour créer le premier carillon de dix cloches dans le diocèse. La ténor fut refondue en 1870. La tour de l'abbaye abrite aujourd'hui un carillon de dix cloches, qui sont -inhabituellement- suspendues de telle sorte que l'ordre des cloches, allant de la plus forte à la plus faible, fonctionne dans le sens antihoraire autour de la cavité résonnante. La ténor pèse 33 quintaux (1 688 kg). Bath est un centre très connu pour les changements de sonnerie (en) dans l'ouest du pays.

### Intérieur
Le plafond intérieur formé d'une voûte en éventail, installé à l'origine par Robert (en) et William Vertue (en), fut restauré par Sir George Gilbert Scott entre 1864 et 1874. La voûte en éventail assure une stabilité structurelle, répartissant le poids du toit dans les nervures qui transfèrent la force dans les colonnes de soutien via les arcs-boutants.
Les travaux entrepris par Scott dans les années 1870 comprenaient l'installation de grands lustres de gaz fabriqués par le métallurgiste de Coventry Francis Skidmore (en). Ils furent convertis à l'électricité en 1979. D'autres nouveaux éléments, tels qu'une nouvelle chaire ainsi que des sièges, vinrent s'ajouter. Un retable en marbre provenant du général George Wade qui était placé dans le sanctuaire, fut enlevé et remplacé par un retable décoratif.
Dans les années 1920, Thomas Graham Jackson redessina la chapelle normande qui devint une chapelle commémorative de guerre, portant aujourd'hui le nom de Gethsemane Chapel, et il ajouta un cloître. De nouveaux paravents furent installés au chœur en 2004, en partie pour améliorer l'acoustique, et au sommet desquels se trouvaient 12 anges sculptés jouant des instruments de musique.

### Monuments

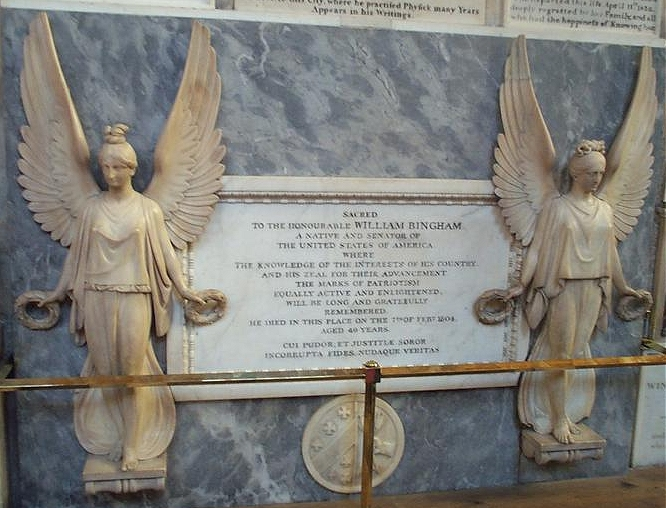
Mémorial dédié à William Bingham, avec des figures d'anges situées de chaque côté d'une plaque murale.

Dans l'abbaye, il y a 617 mémoriaux muraux et 847 stèles sur le sol. Il s'agit notamment de ceux ou celles dédiés à Beau Nash (en), l'amiral Arthur Phillip (premier gouverneur de la colonie de la Nouvelle-Galles du Sud, qui fit partie de l'Australie après la fédération en 1901), James Montague (évêque de Bath et Wells), Lady Waller (épouse de William Waller, chef militaire des têtes rondes lors de la première révolution anglaise), Élizabeth Grieve (épouse de James Grieve, médecin d'Élizabeth, impératrice de Russie), Sir William Baker, John Sibthorp, Sir Richard Hussey Bickerton (en), William Hoare, Sir Richard Bickerton (en) et le sénateur américain William Bingham.
Bon nombre de monuments se trouvant dans le cimetière (en) furent sculptés entre 1770 et 1860 par Reeves de Bath (en). Parmi les mémoriaux de guerre, se trouvent ceux commémorant la première guerre anglo-afghane (1841-42), la Première Guerre mondiale (1914-18), et la Seconde Guerre mondiale (1939-45). Le mémorial le plus récent fut installé en 1958 pour commémorer Isaac Pitman, promoteur de la sténographie Pitman, qui mourut en 1897.

## Photographies

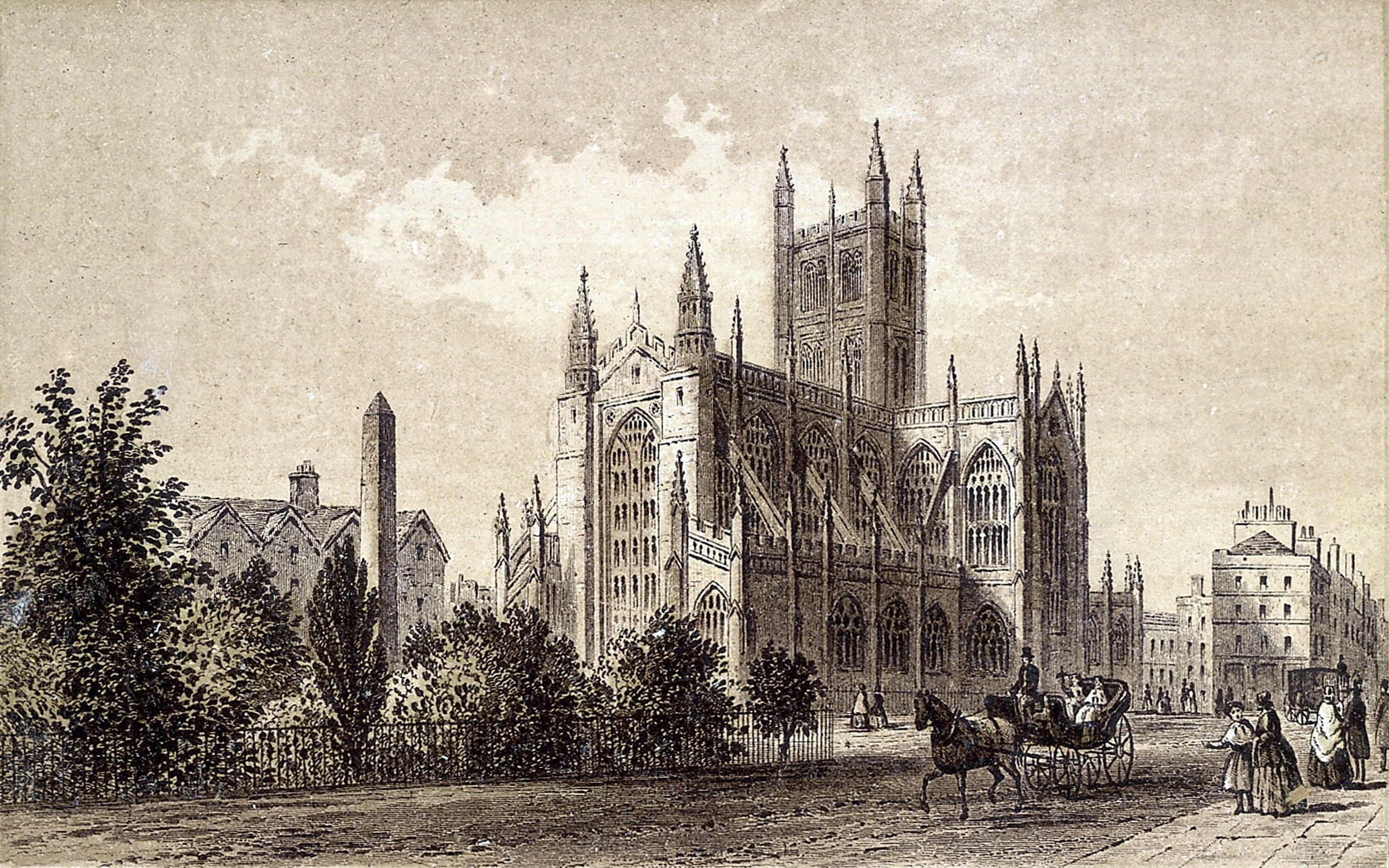
L'abbaye en 1875
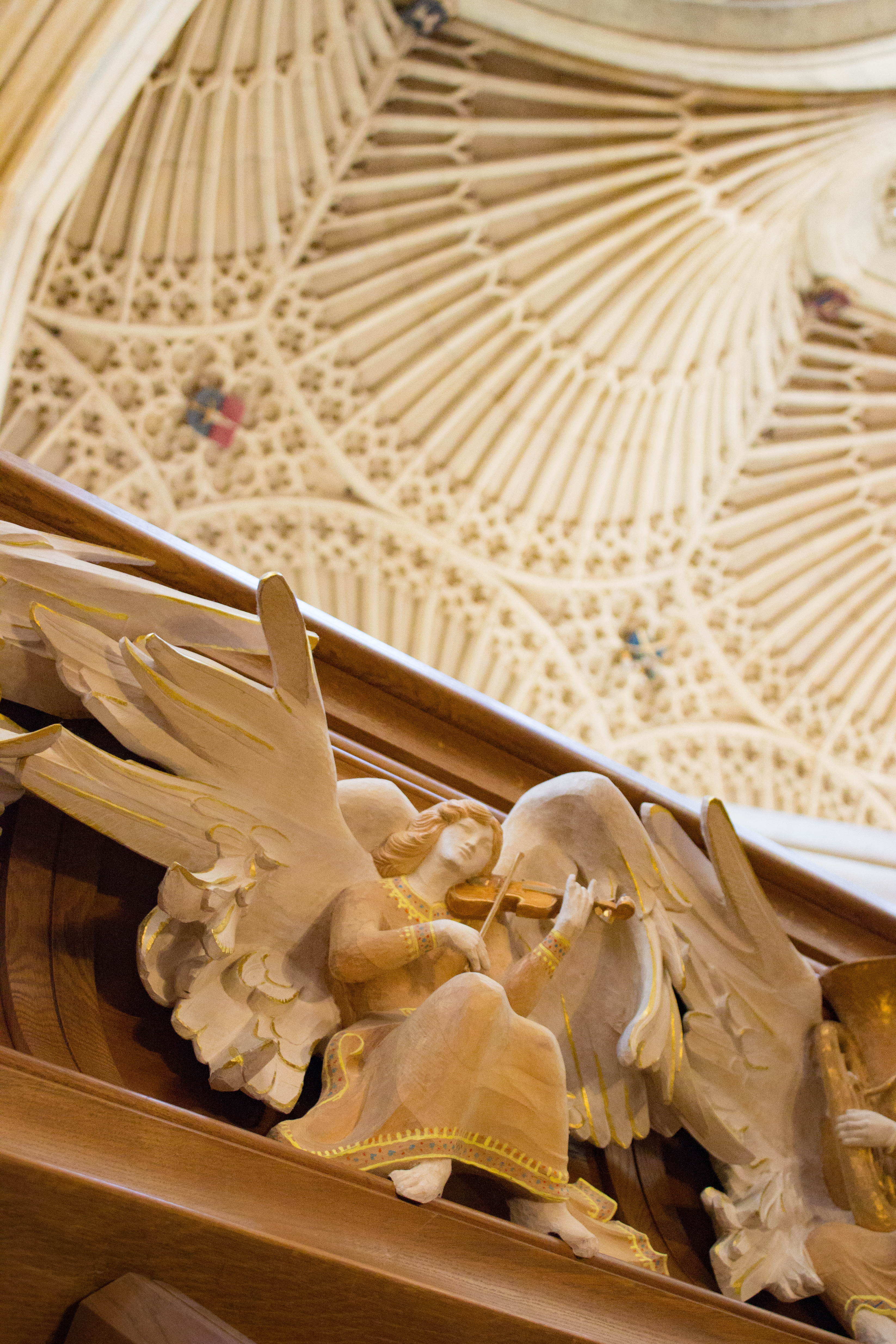
Angelot jouant du violon sculpté dans le bois
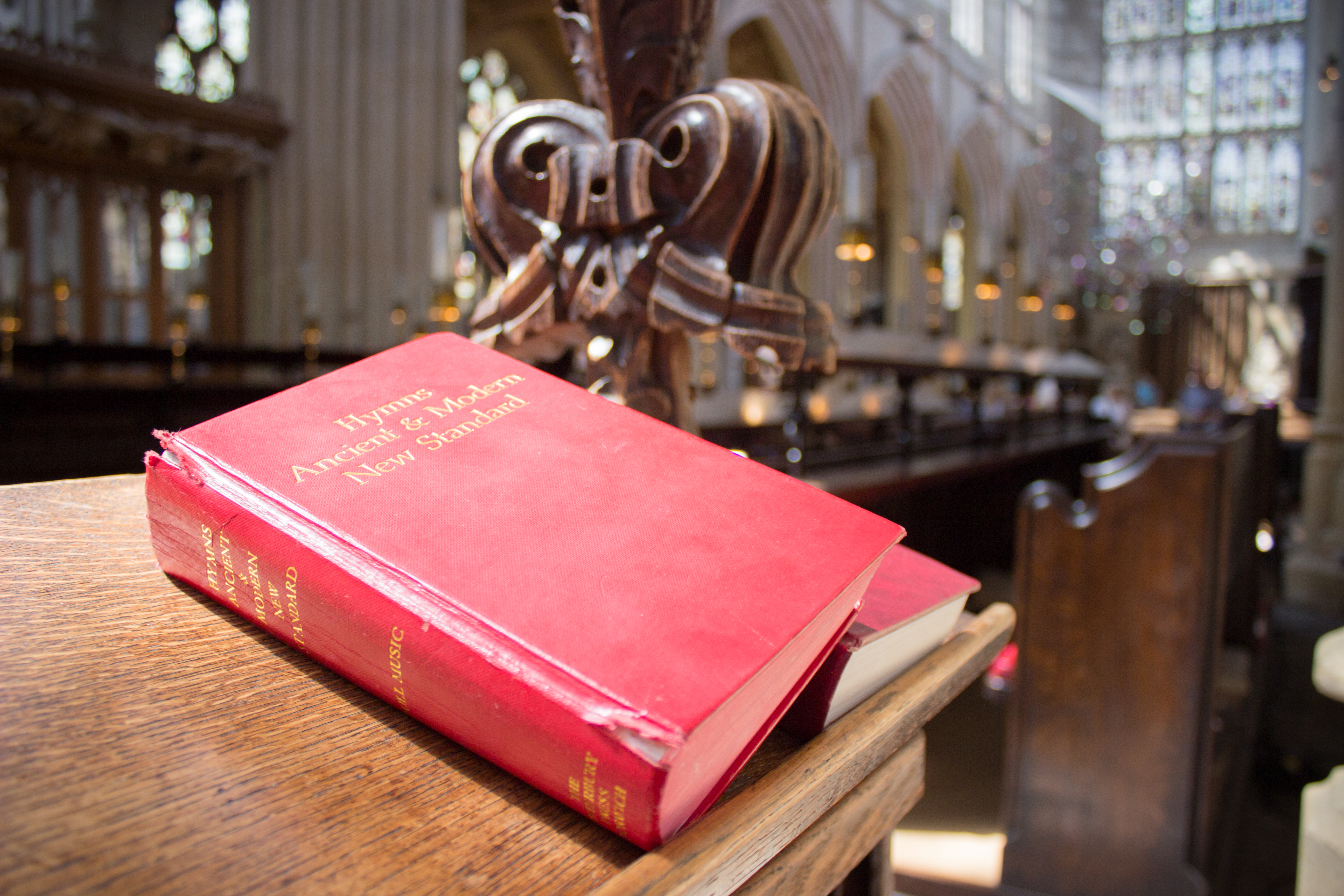
Livres de chants dans le chœur de l'abbaye
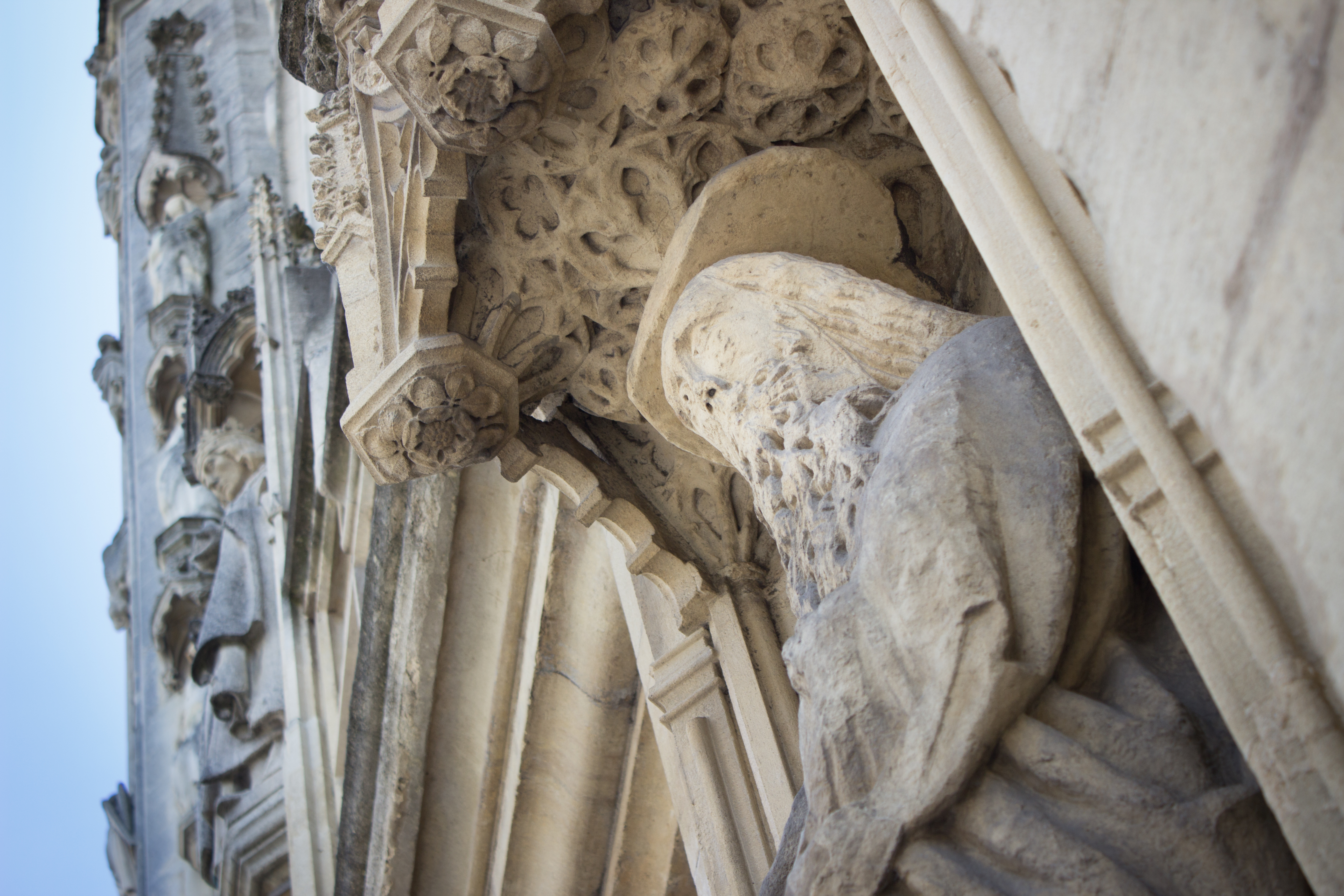
Sculpture sur la façade principale
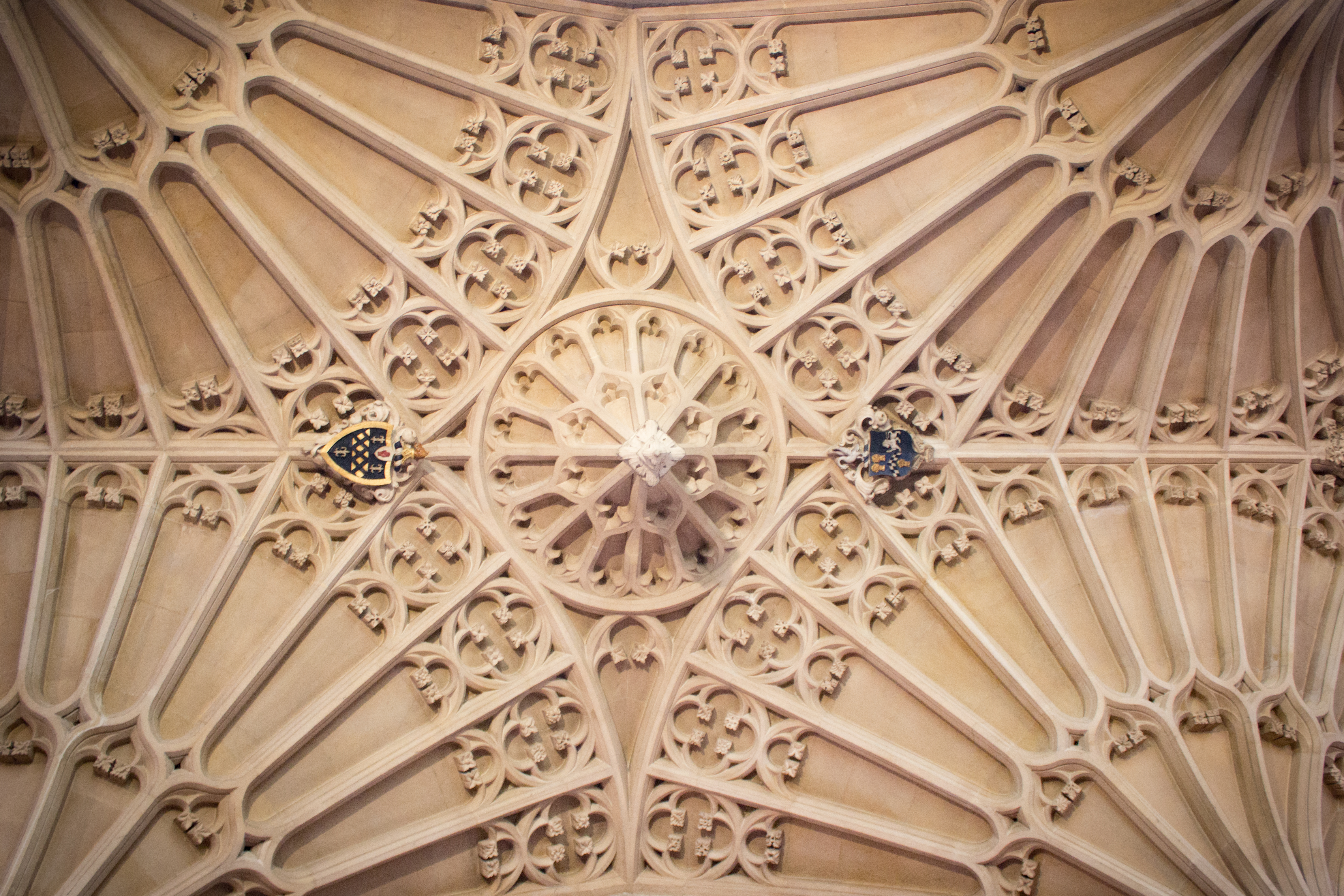
Détail de la voûte en éventail
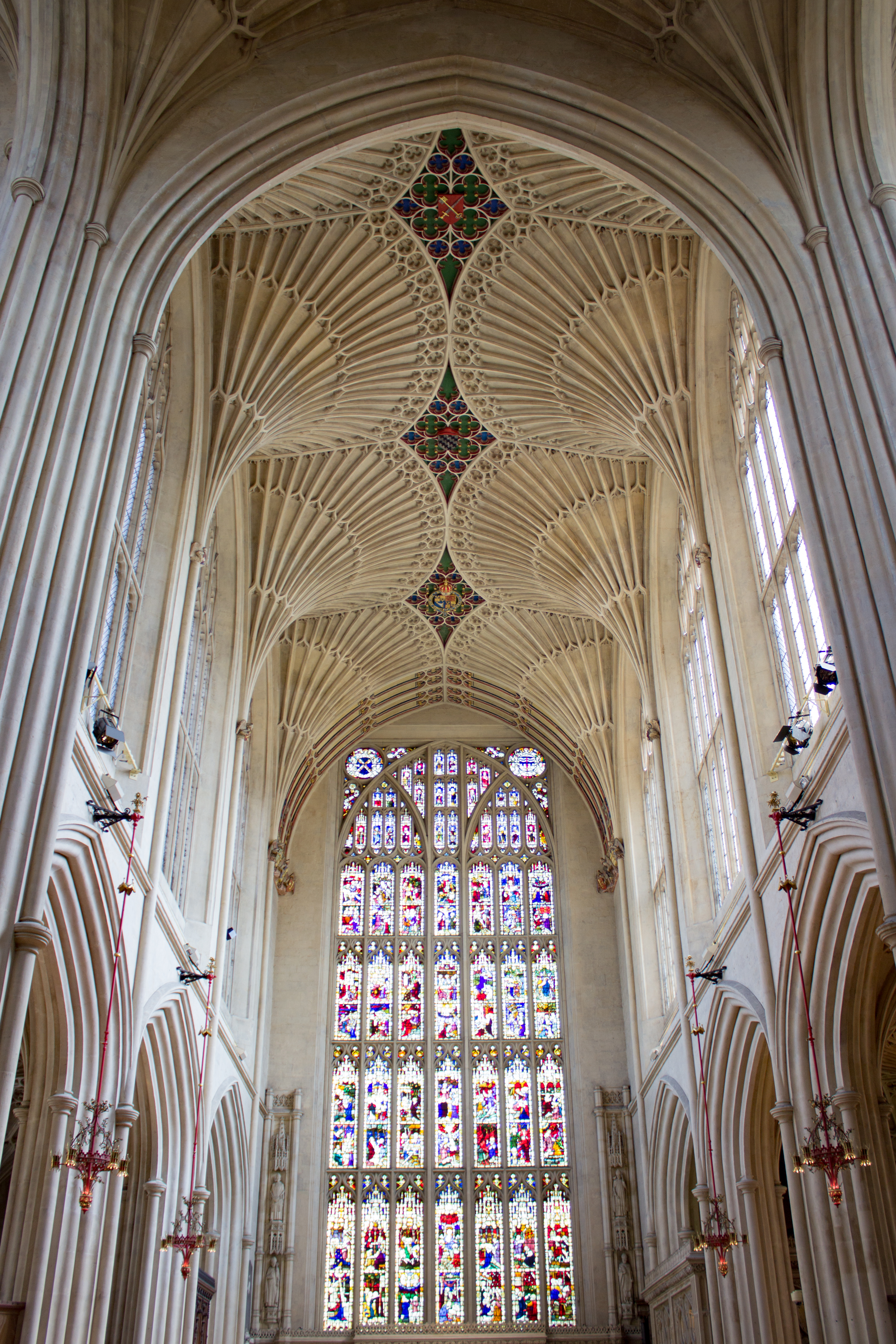
Vue du chœur, des vitraux et de la voûte en éventail depuis la nef
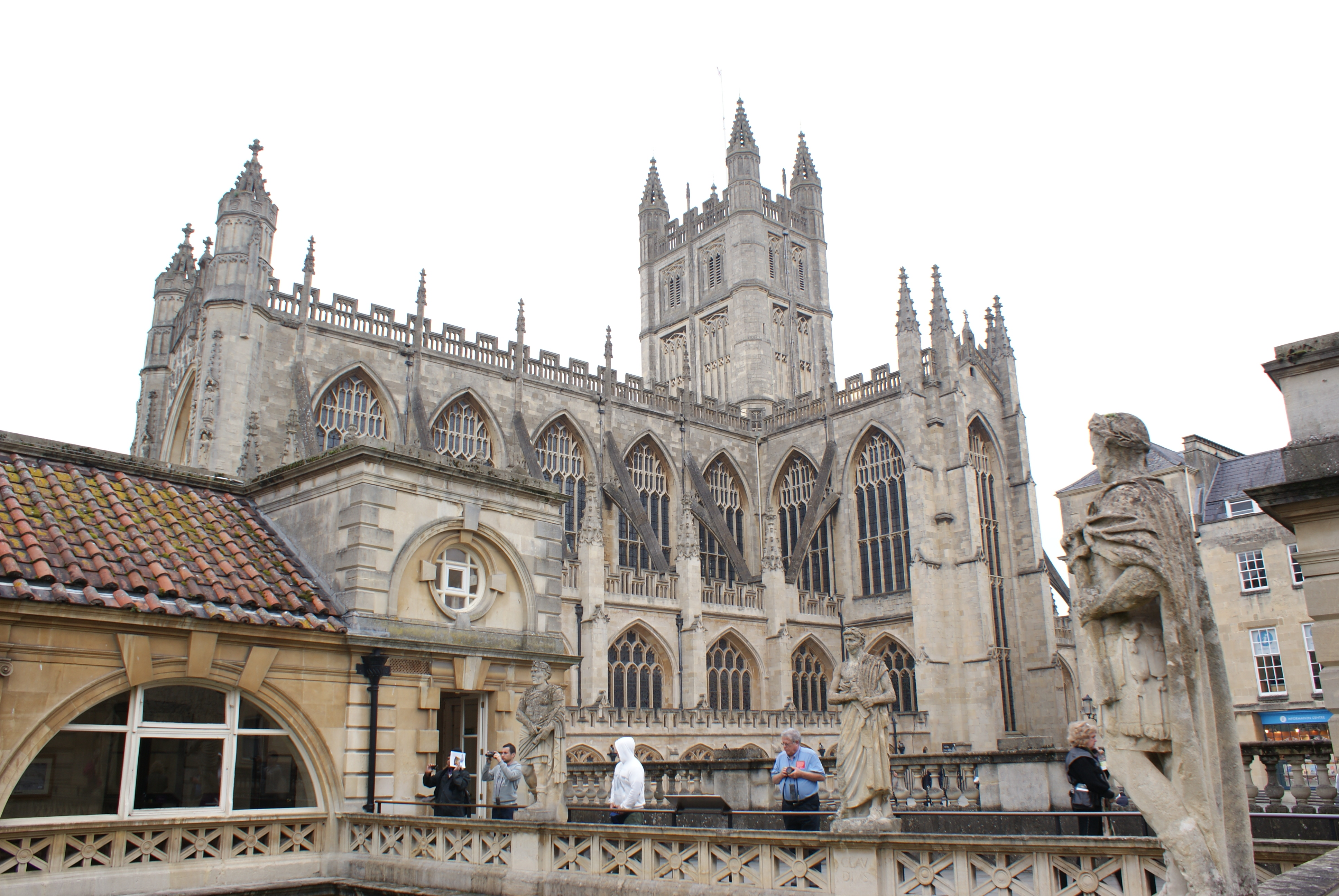
Abbaye de Bath (vue des bains romains)
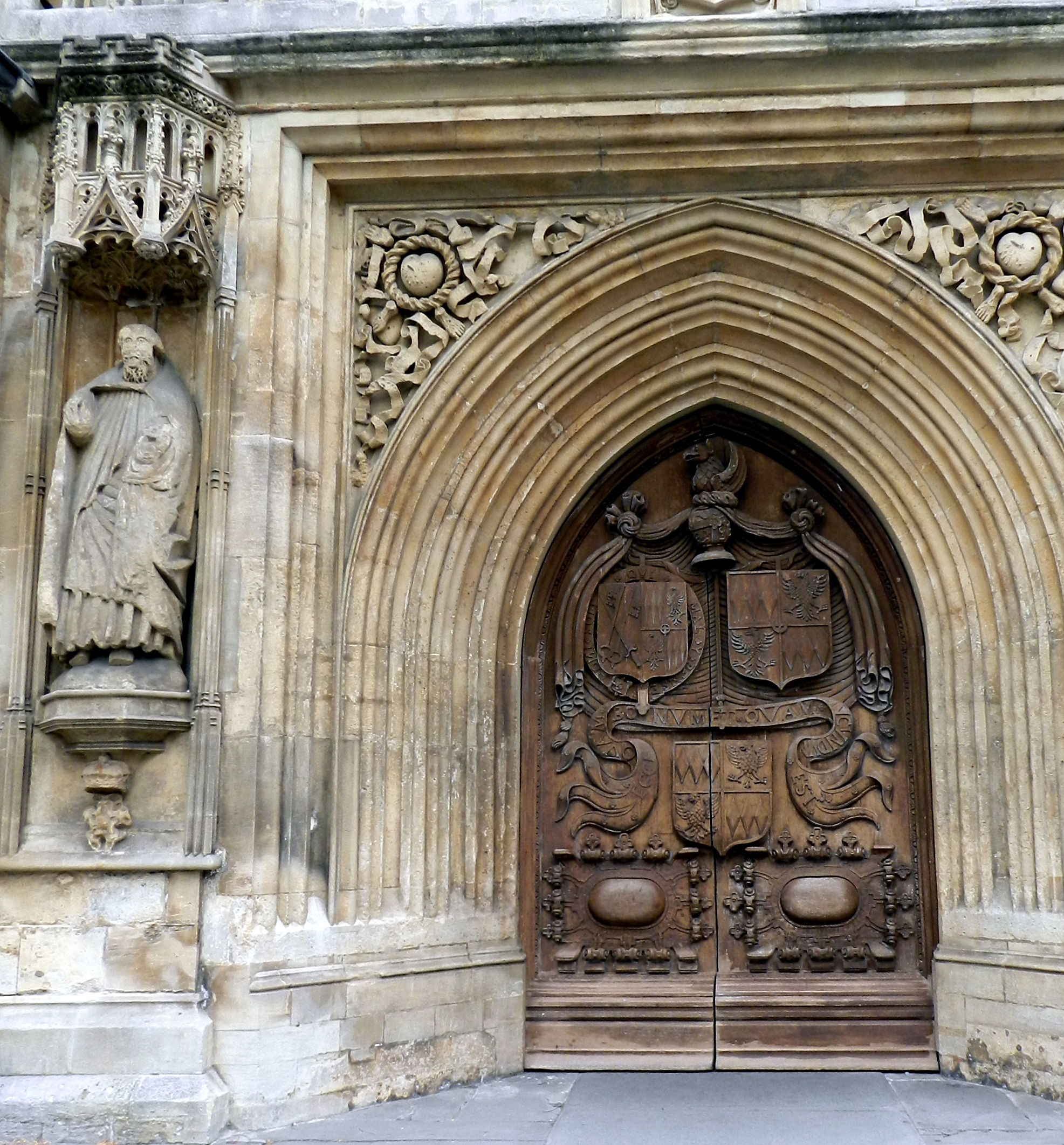
Entrée principale de l'abbaye